# デンマーク陸軍

デンマーク陸軍の紋章。

デンマーク陸軍（デンマークりくぐん、デンマーク語: Hæren、フェロー語: Herurin、グリーンランド語: Sakkutuut）は、デンマークの陸軍。冷戦終結後は、徴兵に依存する割合を減らし、国際活動に重点を置く様になってきている。
デンマーク陸軍は、国連のPKOおよびNATOの平和維持活動の一環として、ボスニアに派遣されている。派遣部隊は即応旅団から引き抜かれたものであり、NATOの指揮下で、イギリス機甲旅団と協力し任務にあたっている。コソヴォやイラク、アフガニスタンにも派遣されており、イラクでは2003年8月、アフガニスタンでは2008年12月に戦死者も出している。

## 組織
デンマーク陸軍は2001年に、大幅な組織改革を行い、戦闘部隊は2個騎兵連隊と2個歩兵連隊で構成されるようになった。騎兵連隊は3から7個大隊、歩兵連隊は7個大隊で構成されている。特殊部隊として猟兵中隊が編成されている。2024年時点で現役兵総員約8,000人。
デンマーク陸軍には戦闘部隊、支援部隊を含め管理単位として7個連隊が存続しており、戦術単位として22個大隊が編成されている。
- ユトランド竜騎兵連隊（JDR）
- 近衛驃騎兵連隊（GHR）
- 王立近衛兵連隊（LG）
- デンマーク砲兵連隊（DAR）
- 工兵連隊（IGR）
- 通信連隊（TGR）
- 輜重連隊（TRR）

デンマーク陸軍は作戦部隊と訓練部隊を混成した師団を編制に含めており、支援などの諸兵科の多くは陸軍作戦司令部か師団司令部が直轄している。更に国内を6個軍管区に区割りしている。
- 陸軍作戦司令部（HOK）
- 猟兵中隊（特殊部隊）
  - デンマーク師団　在南デンマーク地域ハザスリウ（en:Haderslev）
    - 第3通信大隊
    - 第3司令部・標的大隊
    - 防空砲兵大隊
    - 第3電子戦中隊
    - 民軍協力中隊
    - 第3憲兵中隊
    - 第1旅団　在南デンマーク地域ハザスリウ
      - 旅団司令部中隊
      - 第1戦車大隊
      - 第1機械化歩兵大隊
      - 偵察大隊
      - 第1砲兵大隊
      - 第1後方支援大隊
      - 第1憲兵中隊

    - 第2旅団　在シェラン地域スレーイルセ（en:Slagelse）
      - 第2指揮通信訓練大隊
      - 第2戦車訓練大隊
      - 第2機械化歩兵訓練大隊
      - 第4歩兵訓練大隊
      - 第2砲兵訓練大隊
      - 第2偵察訓練大隊
      - 第2後方支援訓練大隊
      - 第2憲兵中隊
- （国際支援任務部隊）
- 第5通信大隊
- デンマーク兵站センター
  - センター本部
  - 第5国際兵站大隊
  - 第5国内兵站大隊
- デンマーク王立陸軍士官学校（HO）
- 陸軍戦闘学校（HKS）
- 陸軍砲兵学校（HILS）
- 陸軍工兵・特殊武器学校（HIAS）
- 陸軍通信学校
- 陸軍後方支援学校（HLS）
- 陸軍軍曹学校（HSGS）

## 装備

### 車両
- レオパルト2A5戦車 × 15輌（A7Vに改修予定）[1]
- レオパルト2A7V戦車 × 29輌[1]
- CV9035 MkIII歩兵戦闘車 × 44輌[1]
- ピラーニャIII装輪装甲車 × 81台[1]
- ピラーニャV装輪装甲車 × 309台[1]
- イーグルIV装輪装甲車 × 84台[1]
- イーグルV装輪装甲車 × 59台[1]
- HMT-400 × 15台[1]
- Wisent装甲回収車[1]
- BRP-1 Biber戦車橋[1]

### 火砲
- ATMOS 2000自走榴弾砲 × 1輌[1]
- ピラーニャV（Cardom-10迫撃砲システム搭載型）120mm自走迫撃砲 × 15台[1]
- ソルタムK6B1 120mm迫撃砲 × 20門（保管中）[1]

### ミサイル
- スパイク-LR2対戦車ミサイル[1]
- スティンガー地対空ミサイル[1]

### 小火器
- P M/49拳銃
- USP9 SD拳銃
- グロック17拳銃
- グロック19拳銃
- H&K MP5短機関銃
- GV M/10小銃
- GV M/95小銃
- K M/96短小銃
- LSV M/04軽機関銃
- Mg M/07軽機関銃
- Mg M/50重機関銃
- LMG M/62汎用機関銃
- M/04 SAKO TRG42RH対人狙撃銃
- H&K HK417対人狙撃銃
- MRG M/95対物狙撃銃（爆発物の一次処理で使用）
- GRK M/03擲弾発射器
- カールグスタフ無反動砲[1] × 349門
- AT4携行対戦車弾 × 4200基

### その他

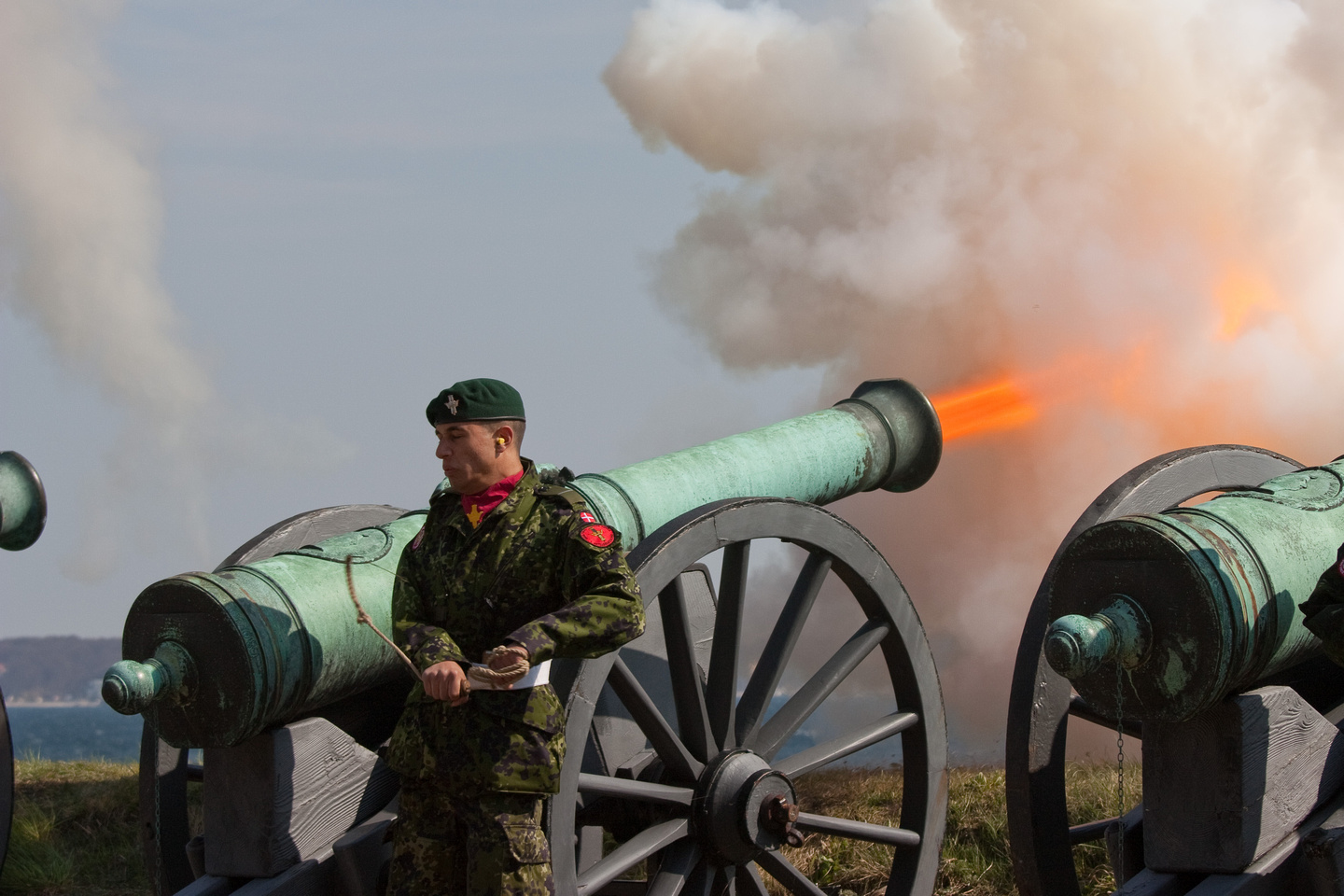
マルグレーテ2世の誕生日を祝いクロンボー城にて礼砲射撃を行う第1砲兵大隊

- ARTHUR対砲迫レーダー（ARTHUR）
- 12ポンド砲

クロンボー城で1760年代に使われていた大砲。王室の慶事などでは第1砲兵大隊が礼砲射撃を行う。

## 階級
| 士官               |                         |            |                 |
| 陸軍大将           | General                 |            | OF-9            |
| 陸軍中将           | Generalløjtnant         |            | OF-8            |
| 陸軍少将           | Generalmajor            |            | OF-7            |
| 陸軍准将           | Brigadegeneral          |            | OF-6            |
| 陸軍大佐           | Oberst                  |            | OF-5            |
| 陸軍中佐           | Oberstløjnant           |            | OF-4            |
| 陸軍少佐           | Major                   |            | OF-3            |
| 陸軍大尉           | Kaptajn                 |            | OF-2            |
| 陸軍先任中尉       | Premierløjtnant         |            | OF-1            |
| 陸軍中尉           | Løjtnant                |            | OF-1            |
| 陸軍少尉           | Sekundløjtnant          |            | OF(D)           |
| 陸軍士官候補生     |                         |            | Student Officer |
| 准士官および下士官 |                         |            |                 |
| 陸軍准尉           | Chefsergent             |            | OR-9            |
| 陸軍上級曹長       | Seniorsergent           |            | OR-8            |
| 陸軍曹長           | Oversergent             |            | OR-7            |
| 該当無し           | -                       | -          | OR-6            |
| 陸軍軍曹           | Sergent                 |            | OR-5            |
| 陸軍徴集軍曹       | OFASP-sergent           |            | OR-5            |
| 陸軍伍長           | Korporal                |            | OR-4            |
| 兵卒               |                         |            |                 |
| 陸軍上等兵         | Overkonstabel af 1.grad |            | OR-3            |
| 陸軍一等兵         | Overkonstabel           |            | OR-2            |
| 陸軍二等兵         | Konstabel               |            | OR-1            |
| 陸軍徴集兵         | Menig                   | 記章は無し | -               |